# 27. junij
27. junij je 178. dan leta (179. v prestopnih letih) v gregorijanskem koledarju. Ostaja še 187 dni.

## Dogodki
- 1709 – Peter Veliki v bitki pri Poltavi premaga enote švedskega kralja Karla XII.
- 1759 – James Woolfe začne oblegati Québec
- 1893 – zlom newyorške borze
- 1898 – Joshua Slocum prvi sam obpluje svet
- 1905 – upor na ladji Potemkin
- 1940 – francoska vlada se preseli v Vichy
- 1941:
  - Madžarska napade ZSSR
  - ustanovitev glavnega štaba NOPO Jugoslavije
- 1943 – v Bazo 21 prispe zavezniška vojaška misija pod vodstvom kanadskega majorja Williama Jonesa
- 1944 – partizani v rudniku svinca in cinka Rabelj (danes v Italiji) razstrelijo črpalke in za več dni zaustavijo delo
- 1950:
  - ZDA sklenejo poslati svoje čete v korejsko vojno
  - KPJ namesto centralističnega planiranja uvede samoupravljanje
- 1953 – Joseph Laniel postane francoski predsednik vlade
- 1954 – v Obninsku pri Moskvi začne obratovati prva jedrska elektrarna
- 1957 – orkan Audrey zahteva 500 žrtev v Louisiani in Teksasu
- 1967 – v Enfieldu (London) začne delovati prvi bankomat
- 1969 – začetek spopadov med policisti in homoseksualci v New Yorku
- 1977 – Džibuti postane neodvisna država
- 1984 – Pierre Elliott Trudeau prejme Einsteinovo nagrado za mir
- 1985 – Route 66 preneha biti uradna cesta
- 1986 – Mednarodno sodišče razsodi, da je ameriška pomoč gibanju Contras v Nikaragvi v nasprotju z mednarodnim pravom
- 1991:
  - začetek slovenske desetdnevne vojne
  - ameriška mornarica bombardira sedež iraške obveščevalne službe zaradi priprav na atentat na predsednika Georgea Busha st. med obiskom v Kuvajtu
- 2001 – Mednarodno sodišče razsodi, da so ZDA v primeru LaGrand kršile dunajsko konvencijo

## Rojstva
- 1149 – Rajmond Poitierski, antiohijski knez (* 1099)
- 1350 – Manuel II. Paleolog, bizantinski cesar († 1425)
- 1682 – Karel II., švedski kralj († 1718)
- 1787 – Thomas Say, ameriški naravoslovec in zoolog († 1834)
- 1801 – George Biddell Airy, angleški astronom, matematik († 1892)
- 1806 – Augustus De Morgan, škotski matematik, logik, filozof († 1871)
- 1838 – Paul von Mauser, nemški industrialec, razvijalec orožja († 1914)
- 1839 – George Mary Searle, ameriški astronom, duhovnik († 1918)
- 1846 – Charles Stewart Parnell, irski nacionalist († 1891)
- 1850 – Patrick Lafcadio Hearn, irsko-grški pisatelj († 1904)
- 1862 – Janez (Johann) Puch, slovensko-avstrijski inženir, industrialec († 1914)
- 1869 – Hans Spemann, nemški embriolog, nobelovec 1935 († 1941)
- 1869 – Emma Goldman, rusko-ameriška anarhistka, feministka judovskega rodu († 1940)
- 1872 – Heber Doust Curtis, ameriški astronom († 1942)
- 1875 – Gojmir Gregor Krek, slovenski skladatelj († 1942)
- 1880 – Helen Keller, ameriška pisateljica, aktivistka († 1968)
- 1882 – Eduard Spranger, nemški filozof, psiholog, pedagog († 1963)
- 1884 – Gaston Bachelard, francoski filozof († 1962)
- 1885 – Pierre Montet, francoski egiptolog († 1966)
- 1930 – Henry Ross Perot, ameriški poslovnež, politik
- 1932 – Anna Moffo, ameriška sopranistka italijanskega rodu († 2006)
- 1941 – Krzysztof Kieślowski, poljski filmski režiser († 1996)
- 1955 – Isabelle Adjani, francoska filmska igralka
- 1977 – Raúl González Blanco, španski nogometaš
- 1988 – Luka Mezgec, slovenski cestni kolesar
- 1993 – Gabriela Gunčíková, češka pevka
- 1998 – Bor Pavlovčič, slovenski smučarski skakalec
- 1998 – Marius Lindvik, norveški smučarski skakalec

## Smrti
- 1045 – Sveta Ema Krška, koroška plemkinja in redovnica (* med 995 in 1000)
- 1180 – Turan-Šah, ajubidski vojskovodja, Saladinov brat
- 1194 – Sančo VI., navarski kralj (* 1132)
- 1241 – Gilbert Marshal, angleški plemič, 4. grof Pembroke (* 1194)
- 1296 – Florijan V., holandski grof (* 1254)
- 1458 – Alfonz V., arogonsko neapeljski kralj (* 1396)
- 1574 – Giorgio Vasari, italijanski slikar, arhitekt, pisatelj, umetnostni zgodovinar (* 1511)
- 1794 – Wenzel Anton von Kaunitz-Rietberg, avstrijski državnik (* 1711)
- 1831 – Marie-Sophie Germain, francoska matematičarka (* 1776)
- 1844 – Joseph Smith mlajši, ameriški mormonski pridigar (* 1805)
- 1876 – Harriet Martineau, angleška sociologinja, ekonomistka in filozofinja (* 1802)
- 1917 – Dragutin Dimitrijević - Apis, srbski častnik (* 1876)
- 1918 – George Mary Searle, ameriški astronom, duhovnik (* 1839)
- 1957 – Malcolm Lowry, angleški pisatelj (* 1909)
- 1960 – Ivan Matetić-Ronjgov, hrvaški skladatelj (* 1880)
- 1989 – Alfred Jules Ayer, britanski filozof (* 1910)
- 1995 – Jacques Augustin Berque, francoski sociolog (* 1910)
- 2001 – Jack Lemmon, ameriški filmski igralec (* 1925)
- 2001 – Tove Marika Jansson, finska pisateljica (* 1914)
- 2016 – Bud Spencer, italijanski igralec, filmski ustvarjalec in profesionalni plavalec (* 1929)

## Prazniki in obredi
- ZDA - dan testiranja okuženosti s HIV
- Slovenija – dan slovenske policije